# Girov, Neamț
Girov este satul de reședință al comunei cu același nume din județul Neamț, Moldova, România.
 Acest articol despre o localitate din județul Neamț este deocamdată un ciot. Puteți ajuta Wikipedia prin completarea lui.